# Лудвиг (Равенсберг)
Вижте пояснителната страница за други личности с името Лудвиг.
Лудвиг фон Равенсберг (на немски: Ludwig von Ravensberg; † 15 януари 1249) от „Дом Калвелаге-Равенсберге“ е от 1221 до 1249 г. граф на Равенсберг.

## Биография
Той е четвъртият син на граф Херман II фон Равенсберг († 1221) и съпругата му Юта († сл. 1200), дъщеря на Лудвиг II Железния, ландграф на Тюрингия.
Лудвиг става граф на Равенсберг-Билефелд след подялбата на наследството през 1226 г. с брат му Ото II († 1244), който става граф на Флото и Фехта.
От 1240 г. Лудвиг строи замък Шпаренбург. През 1245 г. Лудвиг е победен и затворен от Текленбургите и техните съюзници, Бентхаймите, Олденбургите и Симон фон Липе. През 1246 г. се сключва мир и той е освободен след заплащането на 800 марки. Текленбургите му вземат господството Флото.

## Фамилия
Първи брак: пр. 17 април 1236 г. с Гертруда фон Липе (ок. 1212 – 30 септември 1244), дъщеря на граф Херман II фон Липе († 1229) и Ода фон Текленбург († 1221). Те имат децата:
- Хедвиг († 8 юни 1265), омъжена за граф Готфрид фон Арнсберг († ок. 1267)
- Юта († 1282), омъжена сл. 1 август 1244 г. за граф Хайнрих II фон Хоя († 1290)
- София, омъжена за граф Херман фон Холте († ок. 1282)
- Гертруд († ок. 1266), омъжена за Лудолф V фон Щайнфурт

Втори брак: с Аделхайд фон Дасел (1224 – 14 септември 1262/1263), дъщеря на граф Адолф I фон Дасел († 1224) и Аделхайд фон Васел († 1244). Те имат децата:
- Ото III (ок. 1246, † 5 март 1306), граф на Равенсберг от 1249 до 1306 г., женен пр. 8 септември 1258 г. за Хедвиг фон Липе († 1315)
- Лудвиг (1260 – 1308), от 1297 г. 36. епископ на Оснабрюк[4]
- Йохан, женен за дъщеря на графа на Халанд[5][6]